# Sint-Servaaskapel (Leveroy)
De Sint-Servaaskapel, in de volksmond ook bekend als het Houben kapelke, is een kapel in Leveroy in de Nederlandse gemeente Nederweert. De kapel staat aan de weg Vlas (Rob Houben paedje) aan de zuidrand van het dorp. Op ruim 250 meter naar het zuidoosten staat de Mariakapel aan de Liesjeshoek-Heerbaan en op ongeveer 1200 meter naar het westen staat de Mariakapel aan de Deckersstraat-Velterstraat.
De kapel is gewijd aan de heilige Servaas van Maastricht. Voor de kapel staan twee oude lindebomen.

## Geschiedenis
Rond 1880 werd de kapel gebouwd.
Als gevolg van ruilverkaveling raakte de kapel buiten gebruik en werd het aan het einde van de jaren 1960 onderdeel van het perceel van de Houbenhof. Hier  raakte kapel steeds meer uit zicht en werd het gebruikt als kippenhok. In 2020 werd begonnen met de restauratie van de kapel en de boer gaf toestemming om de kapel weer te ontsluiten. Ook werd er een nieuw Mariabeeld geplaatst van de hand van kunstenares Vera Wetemans. Op 12 mei 2021 werd de kapel opnieuw ingezegend.

## Gebouw
De bakstenen kapel is opgetrokken op een rechthoekig plattegrond en wordt gedekt door een zadeldak met pannen. De frontgevel en achtergevel zijn een puntgevel, waarbij de achtergevel vlechtingen heeft en voorzien is van een gebrande glasplaat met de afbeelding van Sint-Servaas en de frontgevel gecementeerd is en voorzien is van een steenprofiel. De frontgevel bevat de korfboogvormige toegang van de kapel die wordt afgesloten met een houten deur.
Van binnen is de kapel wit gepleisterd. Tegen de achterwand is het altaar geplaatst dat eveneens gepleisterd is. Op het altaar staat een beeld van Sint-Servaas dat een vergrote kopie is van een Servaasbeeld in de Sint-Servaasbasiliek.